# Courtauld Gallery
Courtauld Gallery – londyńska galeria sztuki europejskiej od renesansu po impresjonizm i post-impresjonizm.

## Historia
Głównym trzonem zbiorów tej galerii są obrazy pochodzące z kolekcji bogatego przemysłowca, a zarazem wielkiego miłośnika sztuki Samuela Courtaulda (1876-1947). Po śmierci żony, w 1931, Courtauld postanowił przekazać dom, w którym nie chciał już mieszkać sam, ustanowionemu specjalnie w tym celu Towarzystwu Domowemu skupiającemu malarzy, historyków sztuki, studentów i dyrektorów muzeów. Wraz z domem darował większą część swojej prywatnej kolekcji.Od roku 1990 mieści się ona w gmachu Somerset House, w pobliżu  mostu Waterloo, przy ulicy The Strand. Samuel Courtauld kolekcjonował początkowo dzieła artystów renesansowych, czasem jednak w jego kolekcji przybywało coraz więcej (wówczas jeszcze nie takich drogich jak dzisiaj) impresjonistów, a potem także post-impresjonistów.

## Inni fundatorzy
Chociaż Courtauld Gallery słynie z dzieł impresjonistów i postimpresjonistów ofiarowanych przez Samuela Courtaulda, posiada także wiele innych skarbów sztuki.
Dwaj współfundatorzy Courtauld Institute of Art, lord Lee z  Fareham i sir Pobert Witt,
przekazali Instytutowi pokaźną liczbę dzieł. Lee podarował obrazy, Witt zaś rysunki.
Znaczących darowizn dokonały również wybitne postacie świata artystycznego. Znany krytyk
sztuki i malarz Roger Fry pozostawił okazały zbiór dzieł sztuki, zawierający głównie obrazy współczesnych mu artystów, ale także meble i ceramikę wyprodukowane przez firmę Omega Workshops, założoną przez niego w 1913. Najważniejszym darem po obrazach Courtaulda był zbiór hrabiego Antoine’a  Seilerna, historyka sztuki i kolekcjonera pochodzenia austriackiego, składający się z ponad 100 obrazów (wśród nich również Cézanne’a) i co najmniej 300 rysunków, wyróżniających się wysoką jakością i wartością historyczną. Są tam 32 obrazy Rubensa i, nie mniej ważne, dwa dzieła Pietera Bruegla
(żadna inna angielska pinakoteka nie posiada więcej niż jednego Bruegla).

## Dyrektorzy
- William George Constable – 1932–1936
- T. S. R. Boase – 1936–1947
- Anthony Blunt – 1947–1974
- Peter Lasko – 1974–1985
- Michael Kauffmann – 1985–1995
- Eric Fernie – 1995–2003
- James Cuno – 2003–2004
- Deborah Swallow – od 2004

## Zbiory
Wśród wielu innych dzieł sztuki, w galerii można zobaczyć dobrze znane obrazy, takie jak Autoportret z Obciętym Uchem Vincenta Van Gogha, Góra Sainte-Victoire Paula Cézanne'a, Pudrująca się Kobieta Georges'a Seurat'a, a także płótna Gauguina, czy Moneta. Galeria posiada w sumie ponad 500 płócien, 7000 rysunków, a także rzeźby, ceramikę, meble i tkaniny.

## Najbardziej znane obrazy Courtauld Gallery

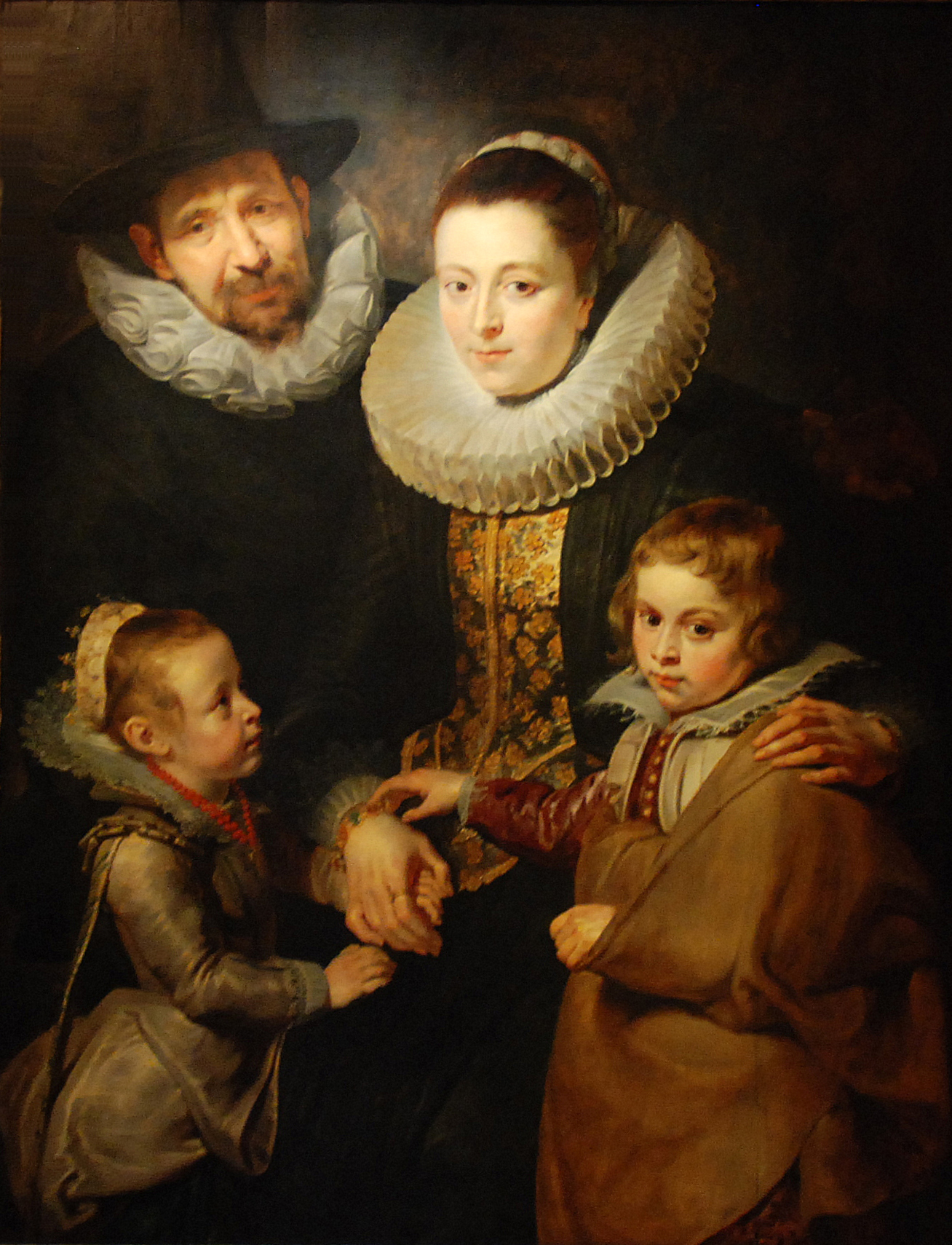
Peter Paul Rubens, Rodzina Jana Brueghla Starszego (1613-1615)
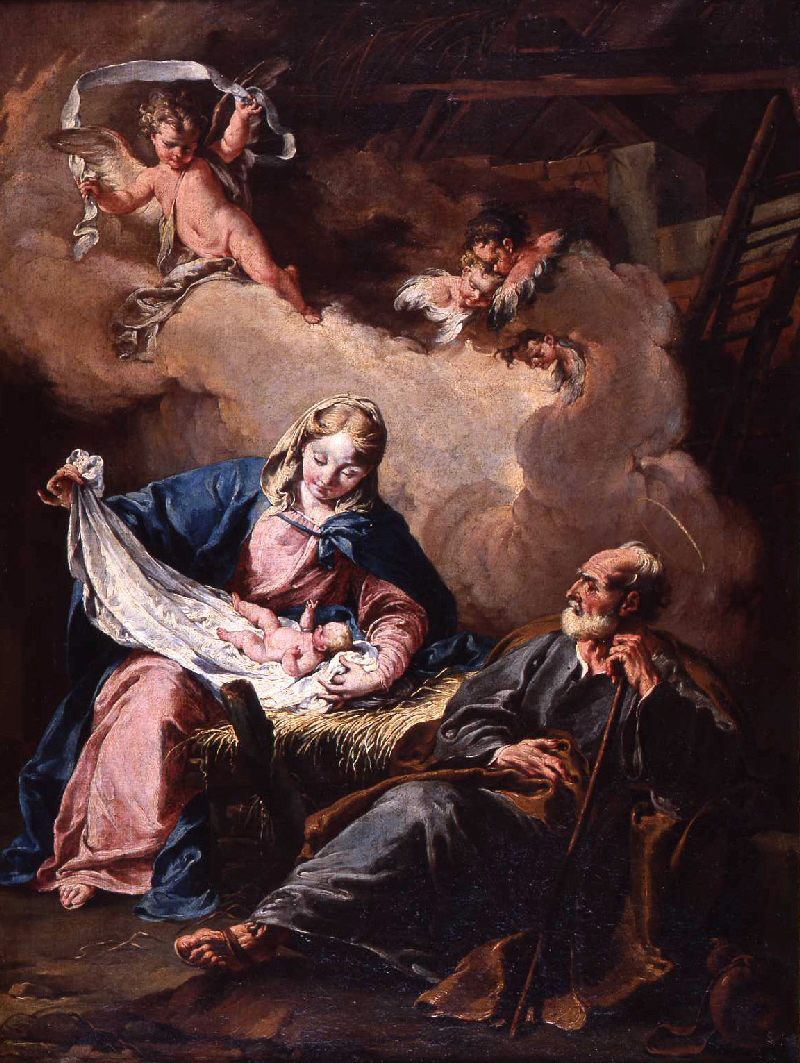
Giambattista Pittoni, Święta rodzina (1730)
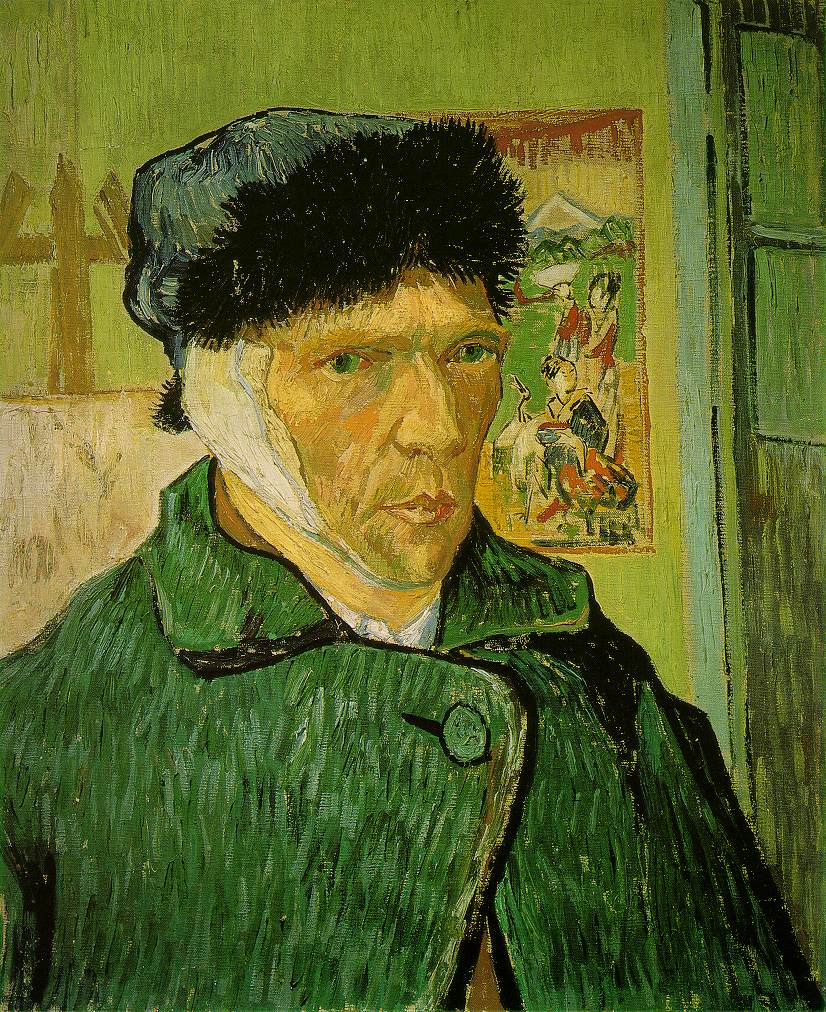
Vincent van Gogh, Autoportret z zabandażowanym uchem (1889)
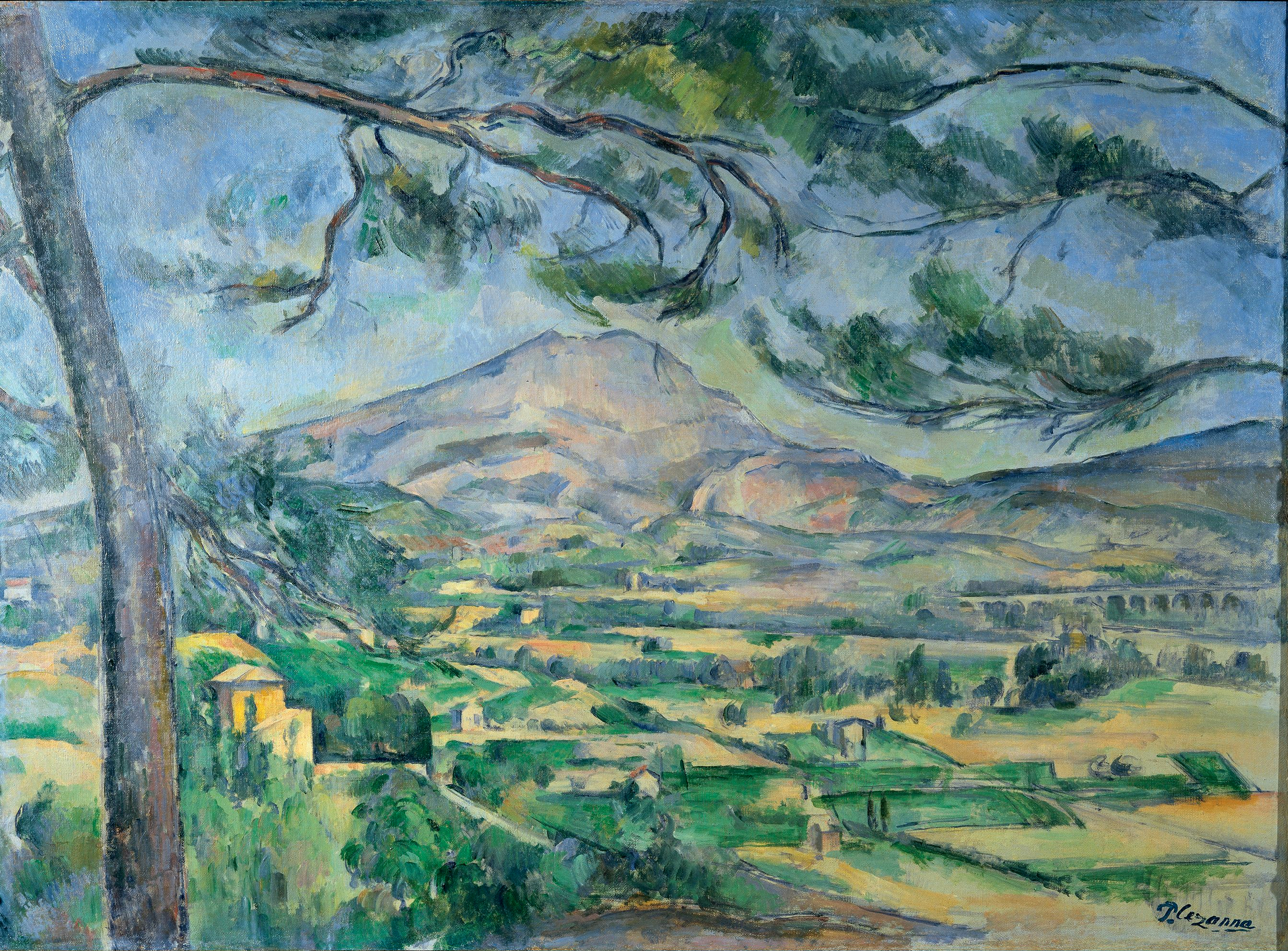
Paul Cézanne, Góra Sainte-Victoire z wielką sosną (ok. 1886)
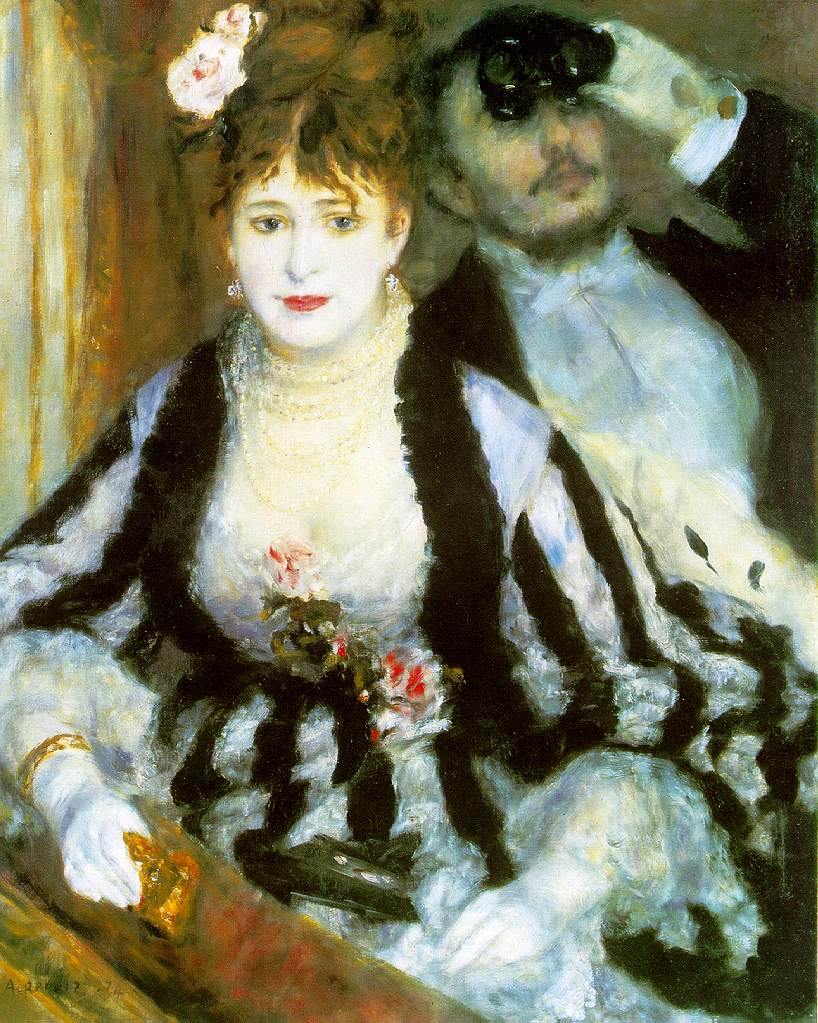
Auguste Renoir, Loża (1874)
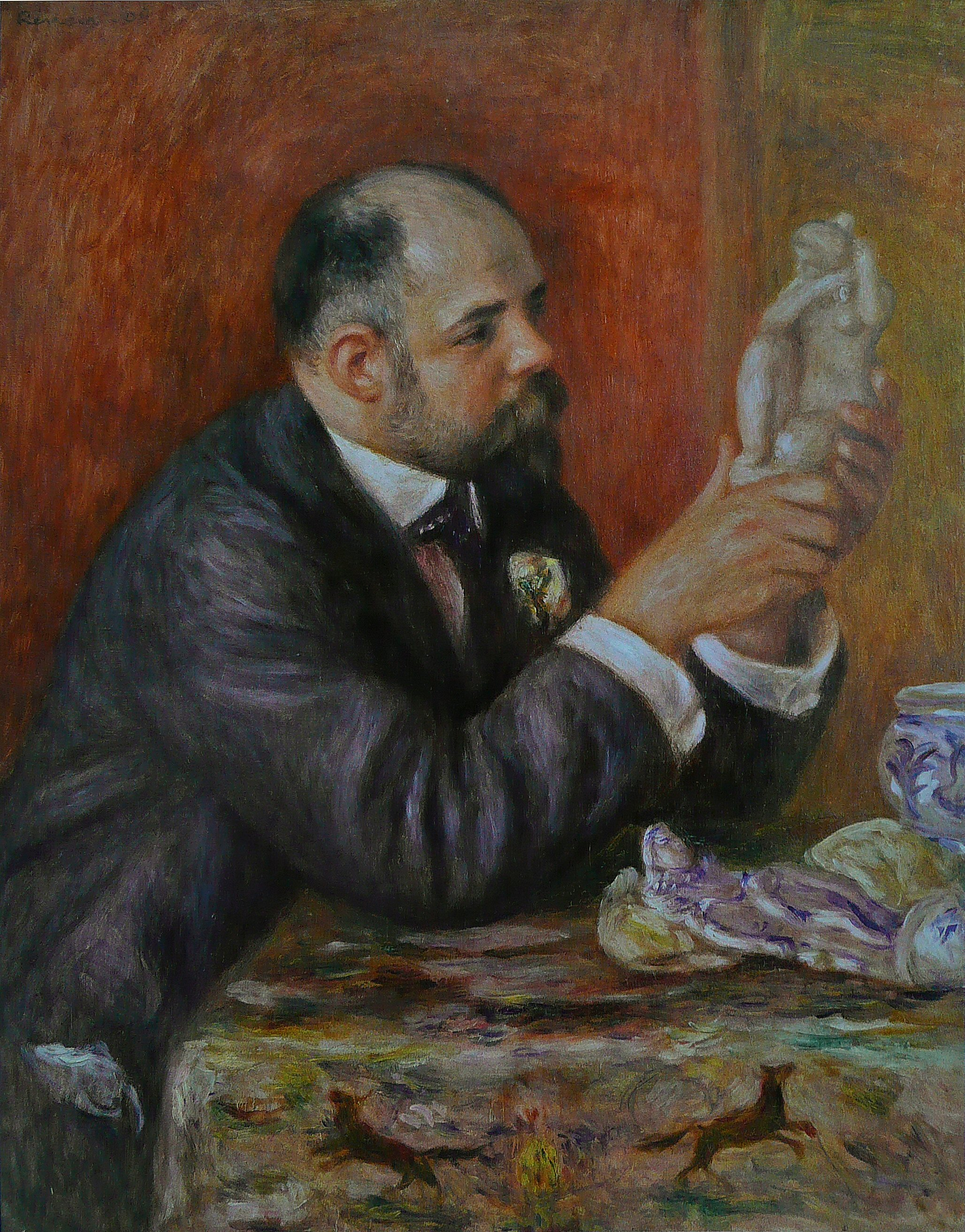
Auguste Renoir, Ambroise Vollard (ok. 1908)

## Polscy historycy sztuki związani z The Courtauld Institute of Art
- Wiesław Juszczak
- Paweł Leszkowicz
- Jerzy Żarnecki
- Jacek Czeczot-Gawrak
- Barbara Arciszewska